# برج مهر

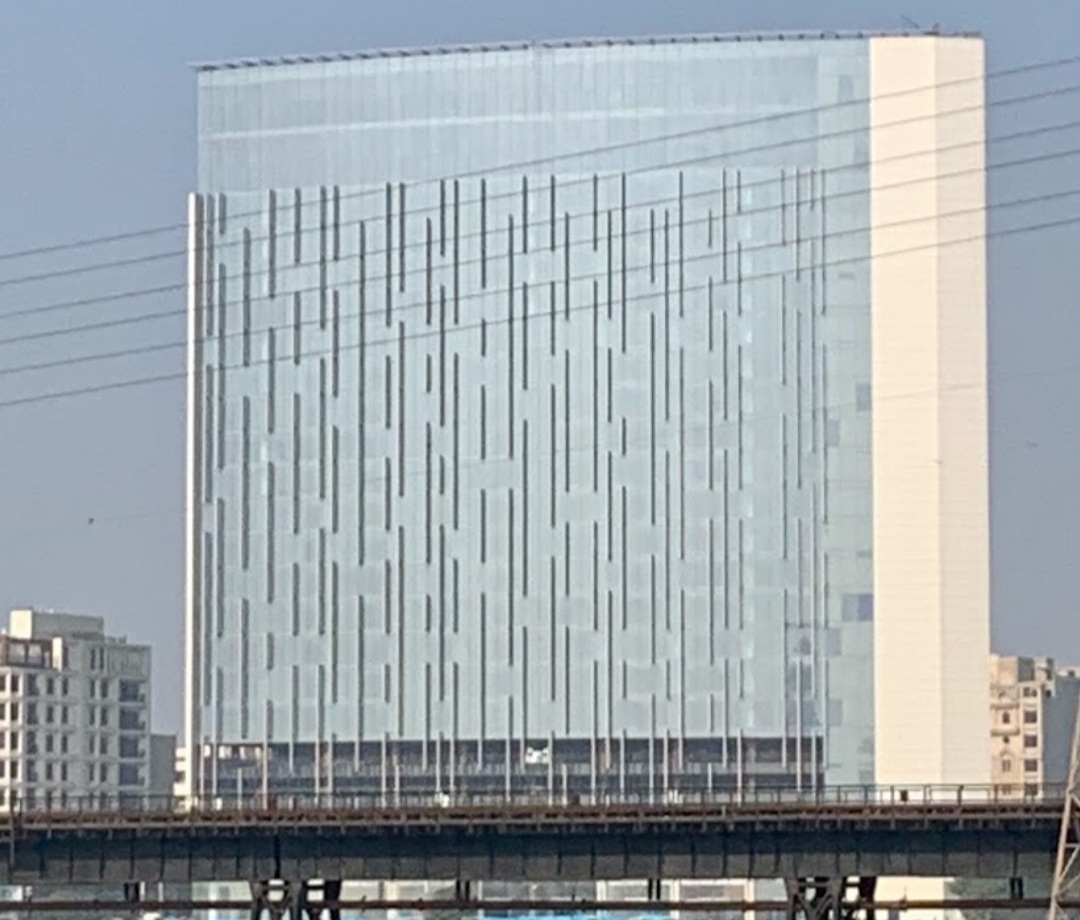
نمای از برج مهر و پل سیاه از سمت ساحلی شرقی کارون

برج مهر اهواز یک برج تجاری و اداری است که با ارتفاع ۱۱۰ متر بلندترین برج استان خوزستان و بلندترین سازه اهواز است. این برج در خیابان اردیبهشت بلوار ساحلی غربی در منطقه کیانپارس شهر اهواز می‌باشد

## نگارخانه
- نمای از ساختمان‌های کیانپارس شهر اهواز و برج مهر
- برج مهر اهواز